# Cases-de-Pène
Cases-de-Pène település Franciaországban, Pyrénées-Orientales megyében. Lakosainak száma 978 fő (2022. január 1.). Cases-de-Pène Tautavel, Espira-de-l’Agly, Baixas, Calce és Estagel községekkel határos.

## Földrajz

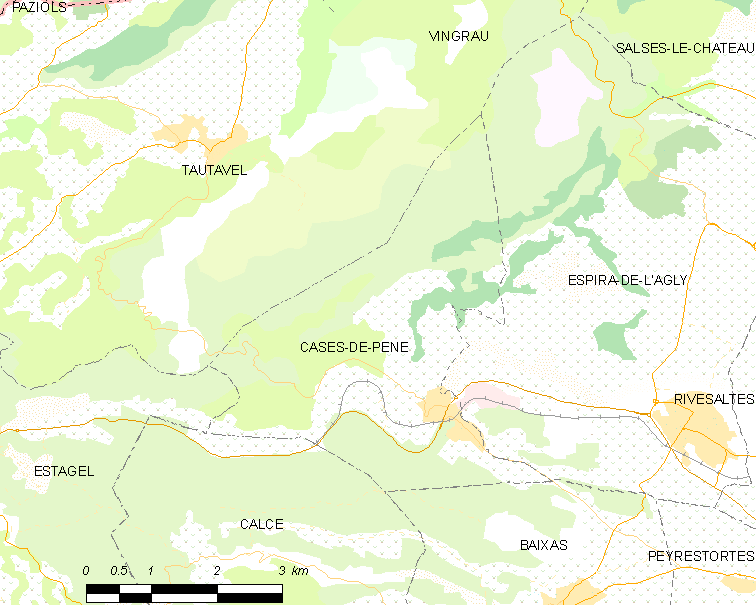
Cases-de-Pène és környéke

## Népesség
A település népességének változása:
| Lakosok száma | 858  | 907  | 927  | 926  | 933  | 940  | 958  | 969  | 978  |
|               | 2013 | 2015 | 2016 | 2017 | 2018 | 2019 | 2020 | 2021 | 2022 |